# Petrus Johannis Bjugg
Petrus Johannis Bjugg, född 1634 i Södra Vi församling, död 30 juni 1692 i Linderås församling, Jönköpings län, var en svensk präst. 

## Biografi
Petrus Bjugg föddes 1634 i Södra Vi församling. Han var son till en bonde. Bjugg blev 1655 student vid Uppsala universitet och prästvigdes 1661. Han blev komminister i Krokeks församling och 1662 komminister i Norrköpings S:t Johannes församling. År 1674 blev han kyrkoherde i Linderås församling. Han avled 1692 i Linderås församling.

### Familj
Bjugg gifte sig 1661 med Anna Olsdotter Berenfelt. De fick tillsammans barnen kyrkoherden Johan Bjugg i Västra Husby församling och Gunilla Bjugg som gifte sig med kyrkoherden Jonas Magni Livin i Linderås församling.